# Virgl
Der Virgl ([fɪrgl]; italienisch Virgolo) ist eine Felskuppe südlich der Altstadt von Bozen. Sie ist ein 453 m s.l.m. hoher, sich in den Bozner Talkessel vorschiebender Ausläufer des Kohlerer Bergs bzw. Titschen (Stadlegg), der wiederum den nordwestlichen Eckpunkt des Regglbergs darstellt. Der einst zur ehemals selbständigen Landgemeinde Zwölfmalgreien gehörende Virgl wird vom Eisack umflossen und gilt als kleiner Hausberg der Südtiroler Landeshauptstadt. Lithostratigraphisch gehört er zur Etschtaler Vulkanit-Gruppe.

## Namensherkunft
Das Ausgangswort des Namens könnte lateinisch verrucula ‚kleine Warze‘ sein, das relativ früh eingedeutscht zu *firgula wurde.

## Geschichte

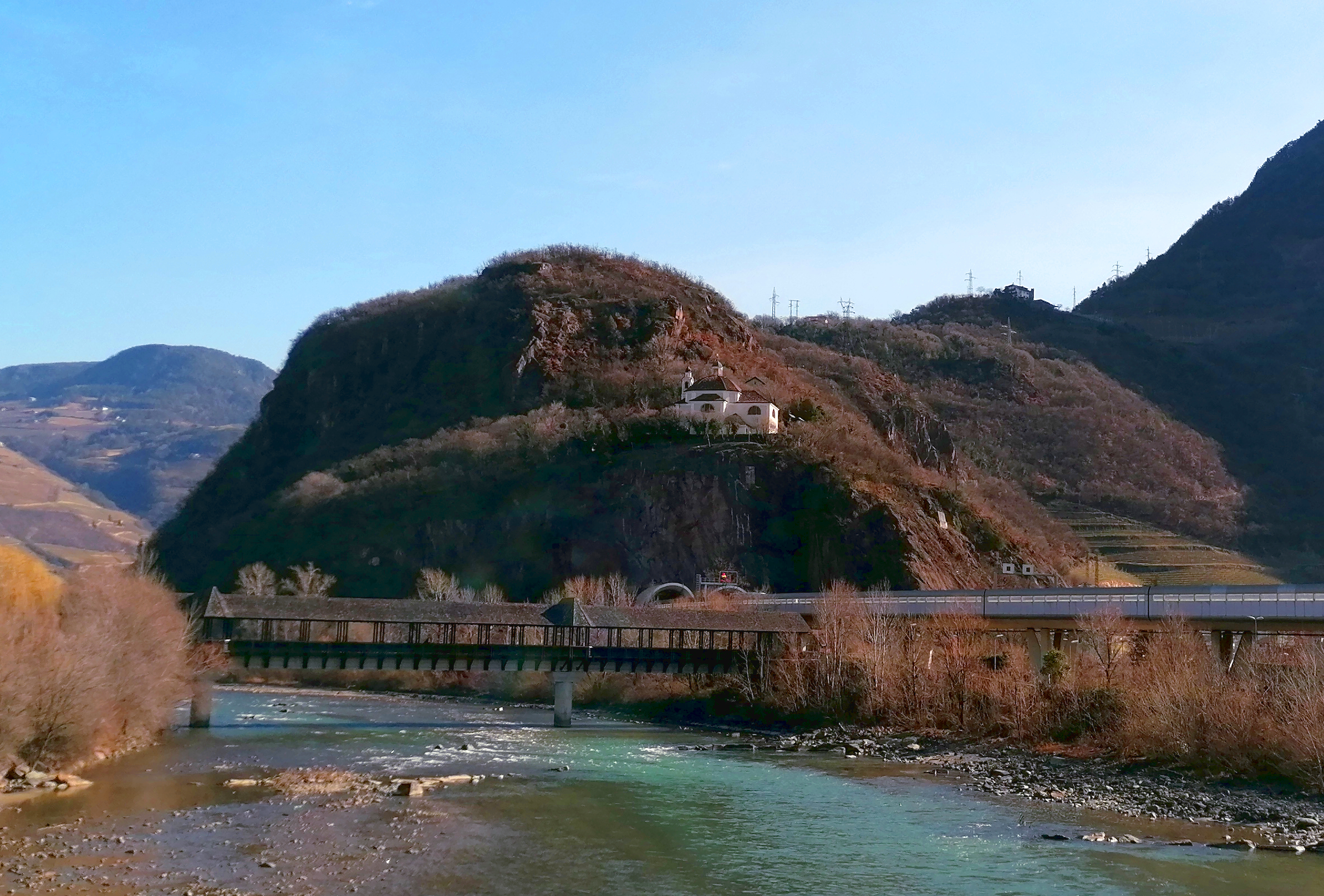
Der Virgl aus südöstlicher Richtung mit der Heiliggrabkirche, der Brennerautobahn und dem Eisack

Der langobardische Mönch Paulus Diaconus erwähnt zum Jahr 679 einen bayerischen Grenzgrafen in Bozen (comes Baioariorum quem illi gravionem dicunt), der über Bauzanum et reliqua castra geboten habe; häufig wird in der Literatur der Virgl als dessen Sitz und als eine Art befestigte Fluchtburg betrachtet. Der Virgl selbst wird im Jahr 1237 im Notarsregister von Jakob Haas mit seinem Bewohner Kunz de Virgile ersturkundlich erwähnt. Im Jahr 1295 ist im Notarsbuch von Jakob Tugehenn mit Pertold, Sohn Jakobs de Firgele, ein weiterer Namensträger bezeugt. Im Jahr 1487 ist für den Virgl auch die Alternativbezeichnung Kofel (auff dem Kofel vnnder Weinegkh in der pharr zu Botzenn) belegt. In einer Bozner Urkunde von 1490 tritt auch die Lagebezeichnung in der awen vnder sand Vigilyen kofel auf.
Die Erhebung ist mit den Resten der hochmittelalterlichen Burg Weineck sowie zwei kirchlichen Gebäuden, der romanischen Kapelle St. Vigil unter Weineck am Virgl und der barocken Heiliggrabkirche, zu der als Kalvarienberg ein Kreuzweg führt, stadtgeschichtlich bedeutsam.
1907 wurde die Kuppe mit der Virglbahn erschlossen, die das Restaurant Virglwarte und das Hotel Schönblick (Ferdinand Mungenast, 1898) erreichte und im Zweiten Weltkrieg bei der Bombardierung der Brennerbahnlinie zerstört wurde (1943). Zwischen 1957 und 1976 verband eine Seilbahn den Virgl mit dem Bozner Boden. Ein schmaler Fahrweg gewährleistet seitdem die Erreichbarkeit des Virgls. Über den sogenannten Schulsteig ist der Virgl zudem für Wanderer mit dem über dem Bozner Talkessel erhöht gelegenen Weiler Kampenn verbunden.
Der Virgl wird von mehreren Tunneln durchstoßen, die überregional bedeutsamen Verkehrsinfrastrukturen der Brenner-Transitroute dienen. Der erste Virgltunnel wurde 1940 eröffnet und ist Teil der innerstädtischen Route der Brennerstaatsstraße. In den Kriegsjahren 1944/45 befand sich in diesem 700 Meter langen Tunnel eine unterirdische Produktionsanlage für Kugellager (Deckname Kuckuck), in der mehrere Dutzend Zwangsarbeiter des Durchgangslagers Bozen eingesetzt wurden. 1974 erfolgte die Inbetriebnahme des zweiten Virgltunnels für die Brennerautobahn; dieser besteht aus zwei 887 Meter langen Röhren. Im Jahre 2024 begannen die Bauarbeiten für den dritten Virgltunnel, der nach seiner Fertigstellung zwei Gleise der Brennerbahn und ein Gleis der Bahnstrecke Bozen–Meran in sich aufnehmen wird.

## Filme
- Der Virgl. Aufstieg und Verfall eines Bozner Hausbergs. Dokumentation, 2022, 29:30 min. Produktion: Rai Südtirol. Regie: Günther Neumair und Markus Frings.[10]